# Ken Roche
Ken Roche, född 24 oktober 1941, är en friidrottare från Australien. Han deltog vid olympiska sommarspelen 1964.